# بیست (کمیک)
بیست (به انگلیسی: Beast) با نام اصلی دکتر هنری «هنک» فیلیپ مک‌کوی یک شخصیت خیالی ابرقهرمان در کتاب‌های کامیک منتشر شده توسط مارول کامیکس، که اغلب با مجموعه مردان ایکس در ارتباط است. شخصیت بیست توسط نویسنده استن لی و طراح جک کربی خلق شده‌است که برای اولین بار در شمارهٔ ۱ مجموعه اکس-من، در سپتامبر ۱۹۶۳ حضور پیدا کرد.
پدر هنری مک‌کوی، نورتون در یک نیروگاه هسته‌ای کار می‌کرد که در طی حادثه‌ای در معرض حجم انبوهی از اشعه قرار گرفت. به نورتون آسیبی نرسید، اما تابش اشعه ژن‌های بدنش را تحت تأثیر قرار داد و در نتیجه پسرش هنری یک جهش‌یافته به دنیا آمد. برخلاف بسیاری از جهش‌یافته‌های ابرانسانی، هنری از بدو تولد نشانه‌هایی از یک جهش‌یافته مانند دست‌ها و پاهای بزرگ غیرطبیعی را دارا بود.

## بیوگرافی شخصیت داستانی
هنری "هنک" مک کوی در دانفی، ایلینوی، پسر نورتون و ادنا مک کوی به دنیا آمد و بزرگ شد. پدرش در یک نیروگاه هسته ای کار می کرد که در طی یک حادثه در معرض مقادیر زیادی تشعشعات قرار گرفت. نورتون کاملا سالم بود، اما تشعشعات بر ژن های او تأثیر گذاشت و در نتیجه، پسرش جهش یافته به دنیا آمد. برخلاف بسیاری از جهش‌یافته‌ها، هنری از بدو تولد نشانه‌هایی از جهش را نشان داد: دست‌ها و پاهای غیرعادی بزرگ، همراه با قدرت و چابکی غیرعادی.
هنک که یک اعجوبه بود، دارای عقل ذاتی مافوق بشری بود و در دوران نوجوانی، قدرت‌های چابکی، رفلکس‌ها و قدرت خود را بیشتر کرد.

## در رسانه
کلسی گرمر و نیکلاس هولت نقش شخصیت بیست را در مجموعه فیلم‌های مردان اکس ایفا کرده‌اند.